# Авл Марий Цельс
Авл Марий Цельс (лат. Aulus Marius Celsus) — римский политический деятель второй половины I века.
О происхождении Цельса нет никаких сведений. Возможно, его родиной был Нарбонская Галлия. В эпоху правления императора Нерона, в 63 году, он был легатом XV Аполлонова легиона, который дислоцировался сначала в Паннонию, а потом был переброшен в Сирию для войны с парфянами. Ещё Нероном Цельс был назначен консулом-суффектом на период июля-сентября вместе с Гнеем Аррием Антонином.
После падения Нерона новый государь Гальба отправил Цельса с особой военной миссией в Иллирию. После гибели Гальбы он оказался в большой опасности, поскольку мог быть убит солдатами. Преемник Гальбы Отон примирился с Цельсом, хотя тот сохранял верность Гальбе, ввёл его в круг ближайших друзей и отправил на войну. Впоследствии Марий стал одним из главных военных советников императора.
Несмотря на то, он был одним из главных лидеров партии отонианцев, победившей Отона в борьбе за власть Вителлий не причинил ему никакого вреда. Он сохранил положенную ему должность консула-суффекта, хотя враги пытались его очернить. Во время правления императора Веспасиана Цельс был легатом пропретором Нижней Германии, а в 72/73 году управлял Сирией.